# Stazione meteorologica di Pieve di Cadore
La stazione meteorologica di Pieve di Cadore è la stazione meteorologica di riferimento relativa alla località di Pieve di Cadore.

## Coordinate geografiche
La stazione meteorologica è situata nell'Italia nord-orientale, nel Veneto, in provincia di Belluno, nel comune di Pieve di Cadore, a 707 metri s.l.m. e alle coordinate geografiche 46°25′N 12°23′E.

## Dati climatologici
Secondo i dati medi del trentennio 1961-1990, la temperatura media del mese più freddo, gennaio, si attesta a -2,1 °C, mentre quella del mese più caldo, luglio, è di +17,6 °C .
| Pieve di Cadore    | Mesi | Mesi | Mesi | Mesi | Mesi | Mesi | Mesi | Mesi | Mesi | Mesi | Mesi | Mesi | Stagioni | Stagioni | Stagioni | Stagioni | Anno |
| Pieve di Cadore    | Gen  | Feb  | Mar  | Apr  | Mag  | Giu  | Lug  | Ago  | Set  | Ott  | Nov  | Dic  | Inv      | Pri      | Est      | Aut      | Anno |
| ------------------ | ---- | ---- | ---- | ---- | ---- | ---- | ---- | ---- | ---- | ---- | ---- | ---- | -------- | -------- | -------- | -------- | ---- |
| T. max. media (°C) | 2,0  | 4,3  | 8,4  | 13,1 | 17,3 | 20,7 | 22,8 | 22,5 | 19,5 | 14,2 | 7,5  | 1,9  | 2,7      | 12,9     | 22,0     | 13,7     | 12,9 |
| T. min. media (°C) | −6,1 | −5,1 | −1,3 | 3,0  | 7,1  | 11,0 | 12,5 | 12,3 | 9,8  | 4,8  | 1,1  | −4,1 | −5,1     | 2,9      | 11,9     | 5,2      | 3,8  |